# Frontera entre el Sudan i Líbia
La frontera entre el Sudan i Líbia és una línia terrestre de 381 kilòmetres que delimita la frontera entre el Sudan i Líbia formada per tres passatges ortogonals i en les direccions de meridians i paral·lels.

## Traçat
Al nord, la frontera comença al trifini entre Egipte i Líbia d'una part, i entre Egipte i Sudan de l'altra part (22° 00′ N, 25° 00′ E / 22.000°N,25.000°E). La frontera segueix de seguida el meridià 25°E en direcció al sud, a través del desert del Sahara, fins a 20° 00′ N, 25° 00′ E / 20.000°N,25.000°E (221 km). En aquest punt s'orienta vers a l'oest i segueix el paral·lel 20°N fins a 20° 00′ N, 24° 00′ E / 20.000°N,24.000°E (105 km). En aquest nivell, repren la direcció del sud, fins 19° 30′ N, 24° 00′ E / 19.500°N,24.000°E, al trifini entre Líbia-Txad i Sudan-Txad (55 km).
Les tres seccions de la frontera són segments del paral·lel o del meridià. En total, la frontera té 381 kilòmetres. Separa el districte libi d'Al Kufrah dels estats sudanesos de Shamal Darfur i Nord.

## Història
El 19 de gener de 1899 se signà un acord entre Egipte i el Regne Unit com a subjecte del Sudan Angloegipci fixant el límit nord d'ambdós al paral·lel 22° nord, però no es precisa el límit oest. No fou establert fins al 1925 per un acord entre el Regne d'Itàlia i el Regne Unit: el límit sud entre Egipte i Líbia (aleshores colònia italiana) fou fixat al punt de les coordenades 22°N i 25°E.
Al sud, les esferes d'influència anglesa i francesa foren limitades el 21 de març de 1899 per una línia que començava a la intersecció entre el tròpic de Càncer i el meridià 16 a l'Est i s'estén del sud-est fins al meridià 24 a l'Est. La convenció anglo-francesa del 8 de setembre de 1919 defineix amb més precisió aquest límit a 19 ° 30 'N. La línia separa el Sudan anglo-egipci del Txad francès.
El 1925, el cantó nord-occidental del Sudan va formar un triangle, anomenat Triangle de Sarra. El 20 de juliol de 1934, l'administració d'aquest triangle es transferí a Itàlia i la frontera entre les dues colònies pren la forma actual. El Regne de Líbia es va independitzar el 24 de desembre de 1951 i el Sudan l'1 de gener de 1956; la línia fronterera no es va canviar després d'aquestes independències.